# Кирилловское (на реке Черёмуха)
Кири́лловское — деревня в Михайловском сельском округе Волжского сельского поселения Рыбинского района Ярославской области .
Небольшая деревня расположена на высоком правом берегу реки Черёмуха, между деревнями Григорьевское (около 1 м выше по течению и к югу) и Говядово (около 500 м ниже по течению, к северу). По правому берегу через эти деревни проходит просёлочная дорога выходящая на автомобильную дорогу в Чудиново, вверх по течению, и в Фелисово вниз по течению. Сама же автомобильная дорога на этом участке проходит по противоположному левому берегу Черёмухи. На том берегу выше по течению расположена более крупная деревня Починок. В этом районе вдоль берегов Черёмухи на ширине около 1 км расположены небольшие сельскохозяйственные угодья, далее от реки в восточном направлении начинается лес шириной более 4 км, за которым начинаются поля и деревни вдоль реки Иода .
Деревня Кириловская указана на плане Генерального межевания Рыбинского уезда 1792 года.
На 1 января 2007 года в деревне не числилось постоянных жителей. Почтовое отделение в Сретенье обслуживает в деревне Кирилловское 6 домов .